# Eyectiva bilabial
La eyectiva bilabial es un tipo de sonido consonántico, utilizado en algunas lenguas habladas. El símbolo de este sonido en el alfabeto fonético internacional es: ⟨p'⟩.

## Fonética
El sonido bilabial necesita de ciertas condiciones; los sonidos eyectivos, por ejemplo, se producen directamente por la glotis (abertura superior de la laringe, delimitada por las dos cuerdas vocales); "donde viene la voz". Al ser bilabiales, la última fase de su sonido es producida por los labios vocales. En este caso, son la letra "p" y la letra "b", directamente las conocidas en el alfabeto fonético internacional. Para que se cumpla aún más la regla de ser una letra eyectiva bilabial, los labios deben contraerse algunas décimas de segundo dentro de la boca, realizando una ligera fricción contra los dientes frontales; después de esa pequeña fricción se crea el sonido final para pronunciar palabras bilabiales de la “B” o la “P”.
En algunos países de América Latina, la letra "v" es, en fonética, igual a la letra "b", pero, en realidad, su correcta pronunciación necesita del uso de las piezas dentales frontales superiores, provocando un sonido más agudo que solo puede hacerse utilizando los labios. En algunas regiones de España, aún se conserva la fonética original de esta letra.

## Características
Características de la eyectiva bilabial:
- Su forma de articulación es oclusiva, lo que significa que se produce al obstruir el flujo de aire en el tracto vocal. Dado que la consonante también es oral, sin salida nasal, el flujo de aire se bloquea por completo y la consonante es una oclusiva.

- Su lugar de articulación es bilabial, lo que significa que está articulado con ambos labios.

- Su fonación es sorda, lo que significa que se produce sin vibración en las cuerdas vocales (donde viene la voz).

- Es una consonante oral, lo que significa que solo se permite que el aire salga a través de la boca.

- Debido a que el sonido no se produce con el flujo de aire sobre la lengua, la dicotomía centro-lateral no se aplica.

- El mecanismo del flujo de aire es eyectivo (agresiva Glutárica), lo que significa que el aire es expulsado impulsando la glotis hacia arriba.

## Ocurrencia en diversas lenguas
| Idioma        | Idioma             | Palabra            | IPA                | Significado           | Notas                                                     |
| ------------- | ------------------ | ------------------ | ------------------ | --------------------- | --------------------------------------------------------- |
| Adigués       | Adigués            | пӏакӏэ             | [pʼaːt͡ʃʼa]ⓘ        | 'delgado'             |                                                           |
| Armenio       | Dialecto de Ereván | պոչ                | [pʼotʃʰ]           | 'cola'                | Corresponde a la [p⁼] suave en otros dialectos orientales |
| Cabardiano    | Cabardiano         | цӏапӏэ             | [t͡sʼaːpʼa]ⓘ        | 'cruel'               |                                                           |
| Checheno      | Checheno           | пӀелг              | [pʼelɡ]            | 'dedo'                |                                                           |
| Ganza: 95     | Ganza: 95          | [pʼá̰bḭ́]            | [pʼá̰bḭ́]            | ‘reunión'             |                                                           |
| Georgiano     | Georgiano          | პაემანი            | [ˈpʼaɜmɑni]        | 'fecha de la reunión' |                                                           |
| Hadza         | Hadza              | hûbbu              | [ɦuːpʼu]           | 'llevar algo pesado'  | (mimético)                                                |
| Haida         | Haida              | ttappad            | [tʼapʼat]          | 'romper'              | (mimético)                                                |
| Maya yucateco | Maya yucateco      | pʼaak              | [ˈpʼàːk]           | 'tomate'              |                                                           |
| Nez percé     | Nez percé          | p’íłin             | [ˈpʼiɬin]          | 'agujero'             |                                                           |
| Osetio        | Dialecto ironau    | пъовыр             | [ˈpʼovɪ̈r]          | 'cocinar'             |                                                           |
| Quechua       | Quechua            | p'acha             | [pʼat͡ʃa]           | 'ropa'                |                                                           |
| Ubijé         | Ubijé              | [saakʲʼawəpʼtsʼaj] | [saakʲʼawəpʼtsʼaj] | '¿cómo te llamas?'    | Ver fonología del ubijé                                   |

Además de los idiomas que se enumeran en la tabla precedente, este sonido también es común en las lenguas etiópicas.